# Гнилка (деревня)
Гнилка — деревня в Бережковском сельском поселении Волховского района Ленинградской области.

## История
На карте Санкт-Петербургской губернии Ф. Ф. Шуберта 1834 года упоминается деревня Гнилка, состоящая из 32 крестьянских дворов и смежная с ней деревня Холм.

ГНИЛКА — деревня принадлежит Казённому ведомству, число жителей по ревизии: 67 м. п., 70 ж. п.

ХОЛМ — деревня принадлежит Казённому ведомству, число жителей по ревизии: 29 м. п., 18 ж. п.. (1838 год)

Деревня Гнилка из 32 дворов отмечена на карте Ф. Ф. Шуберта 1844 года.

ГНИЛКА — деревня Ведомства государственного имущества, по просёлочной дороге, число дворов — 33, число душ — 82 м. п.

ХОЛМ — деревня Ведомства государственного имущества, по просёлочной дороге, число дворов — 14, число душ — 30 м. п. (1856 год)

ГНИЛКА — деревня казённая при колодце, число дворов — 26, число жителей: 62 м. п., 64 ж. п.; Часовня православная.

ХОЛМ — деревня казённая при колодце, число дворов — 15, число жителей: 40 м. п., 43 ж. п.; Часовня православная.. (1862 год)

В конце XIX века деревни административно относились к Городищенской волости 2-го стана Новоладожского уезда Санкт-Петербургской губернии, в начале XX века — 1-го стана.
По данным «Памятной книжки Санкт-Петербургской губернии» за 1905 год деревни Гнилка и Холм входили в Прусынское сельское общество.
С 1917 по 1922 год деревня Холм находилась в составе Прусыно-Горского сельсовета Городищенской волости Новоладожского уезда.
С 1922 года — в составе Пролетарской волости.
Согласно данным переписи населения СССР 1926 года в деревне Гнилка Голтовского сельсовета Пролетарской волости Волховского уезда проживали 120 человек — все русские; в деревне Холм Прусыно-Горского сельсовета проживали 95 человек — все русские.
С августа 1927 года — в составе Волховского района.
В 1928 году население деревни Холм также составляло 95 человек.
По данным 1933 года деревни Гнилка и Холм входили в состав Прусыно-Горского сельсовета Волховского района.

План деревни Гнилка. 1941 год

Согласно топографической карте РККА 1941 года деревня Гнилка насчитывала 31 двор, смежная с ней деревня Холм — 17 дворов. К северу от деревни Холм находилась ветряная мельница.
В 1958 году население деревни Холм составляло 37 человек.
По данным 1966 года деревни Гнилка и Холм также входили в состав Прусыногорского сельсовета.
По данным 1973 и 1990 годов в состав Прусыногорского сельсовета входила только деревня Гнилка.
В 1997 году в деревне Гнилка Бережковской волости проживали 18 человек, в 2002 году — 31 человек (все русские).
В 2007 году в деревне Гнилка Бережковского СП — 20 человек.
В настоящее время деревня Холм представляет собой улицу Холмистую деревни Гнилка.

## География
Деревня расположена в южной части района близ автодороги 41К-022 (Кириши — Городище — Волхов).
Расстояние до административного центра поселения — 2 км.
Расстояние до ближайшей железнодорожной станции Теребочево — 5,5 км.

## Демография
| 1838 | 1862 | 1997 | 2002 | 2007 | 2010 | 2017 |
| ---- | ---- | ---- | ---- | ---- | ---- | ---- |
| 137  | ↘126 | ↘18  | ↗31  | ↘20  | ↘18  | ↘14  |

### Национальный состав
Согласно данным Всероссийской переписи населения 2021 года в деревне проживали 6 человек, из них:
 русские — 4, азербайджанцы — 1, армяне — 1 человек.

## Улицы
Холмистая, Ямская.